# مايكل ويلتون
مايكل ويلتون (بالإنجليزية: Michael Wilton)‏ هو موسيقي وعازف قيثارة أمريكي، ولد في 23 فبراير 1962 في سان فرانسيسكو في الولايات المتحدة.

## وصلات خارجية
- الموقع الرسمي
- مايكل ويلتون على موقع IMDb (الإنجليزية)
- مايكل ويلتون على موقع ميوزك برينز (الإنجليزية)
- مايكل ويلتون على موقع أول ميوزيك (الإنجليزية)
- مايكل ويلتون على موقع ديسكوغز (الإنجليزية)